# Capitolijn

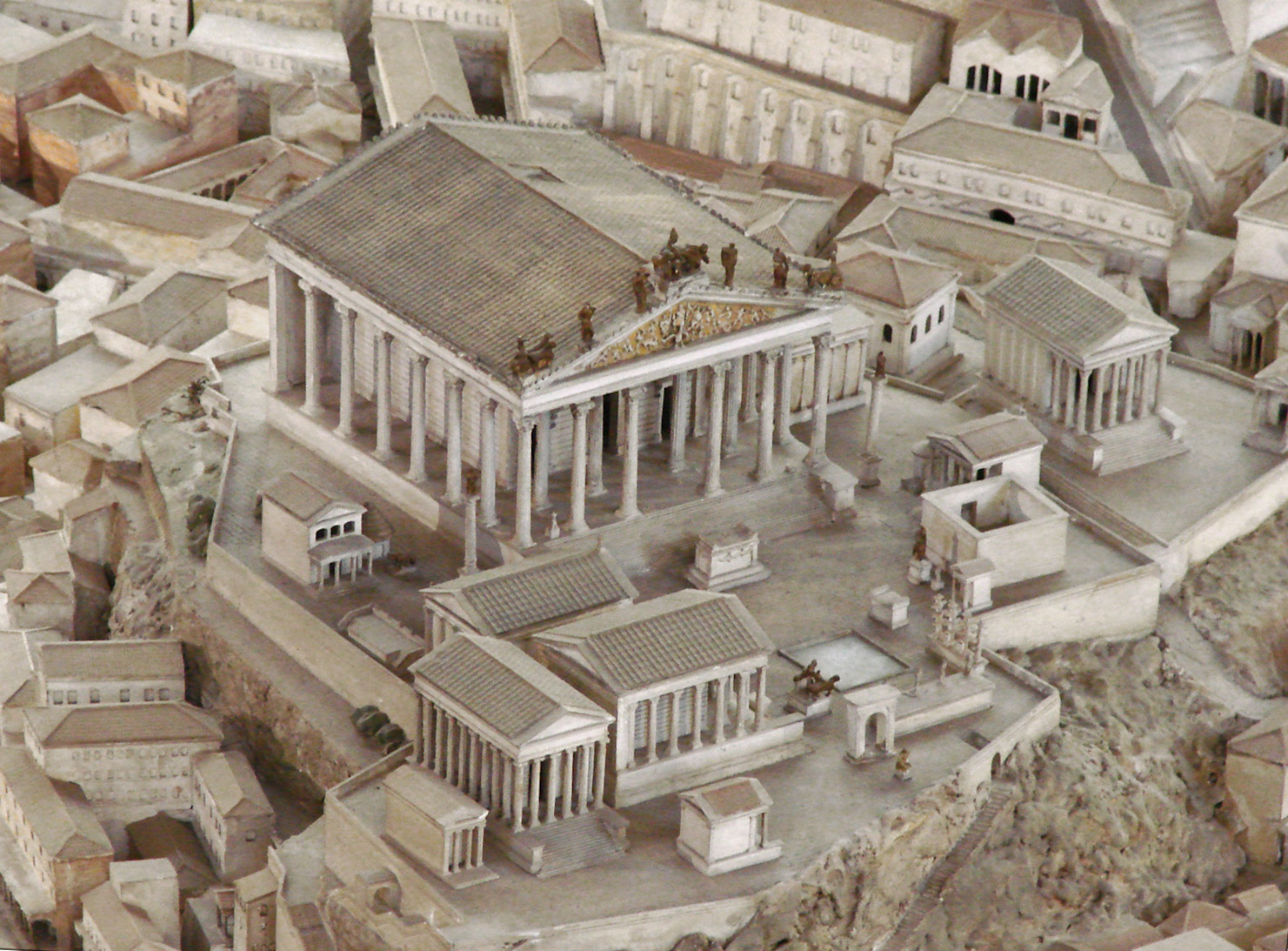
Maquette van de Capitolijn in de oudheid

Ligging van de zeven heuvels van Rome

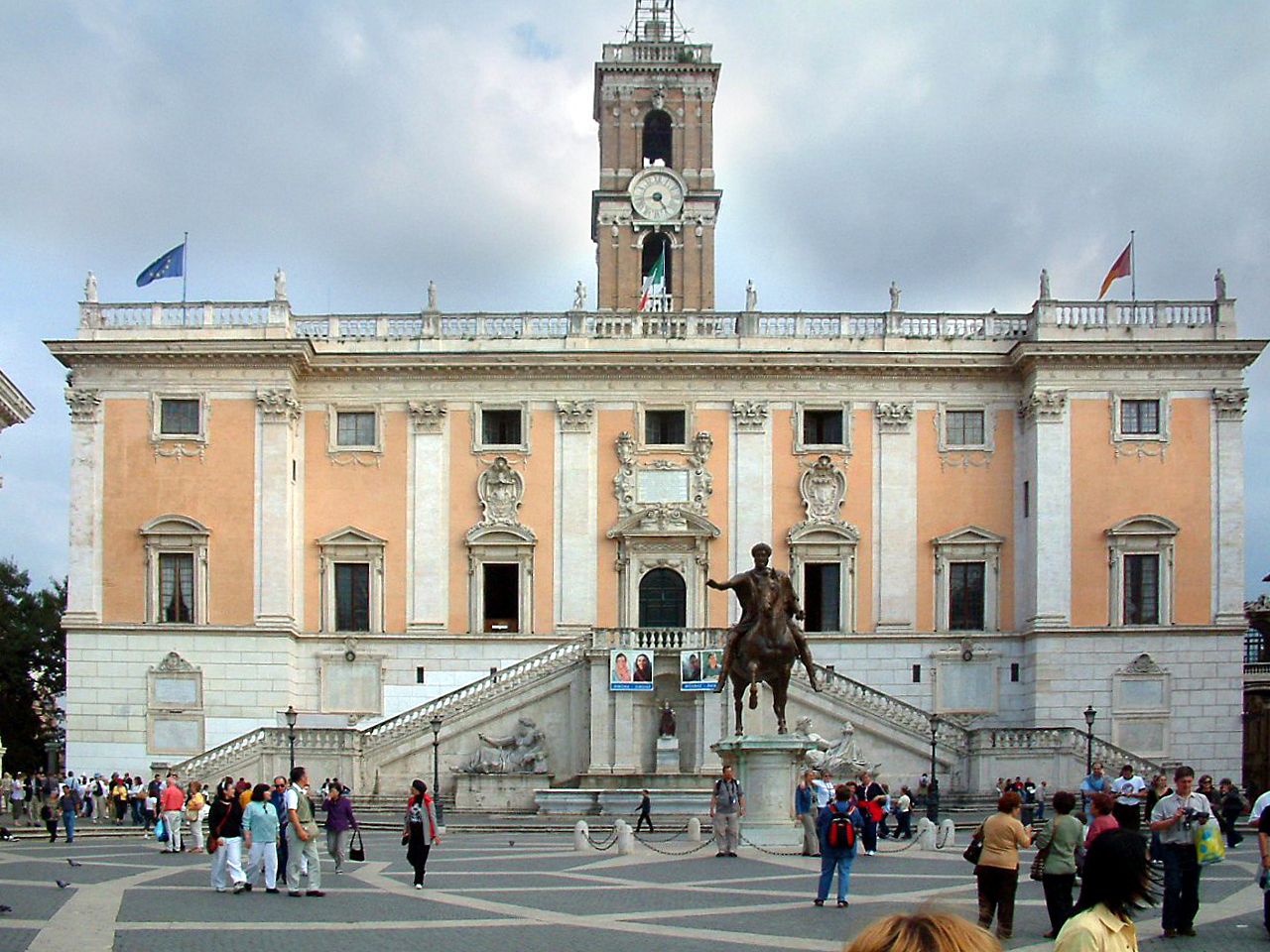
Het plein van de Capitolijn met Ruiterstandbeeld van Marcus Aurelius en Senatorenpaleis

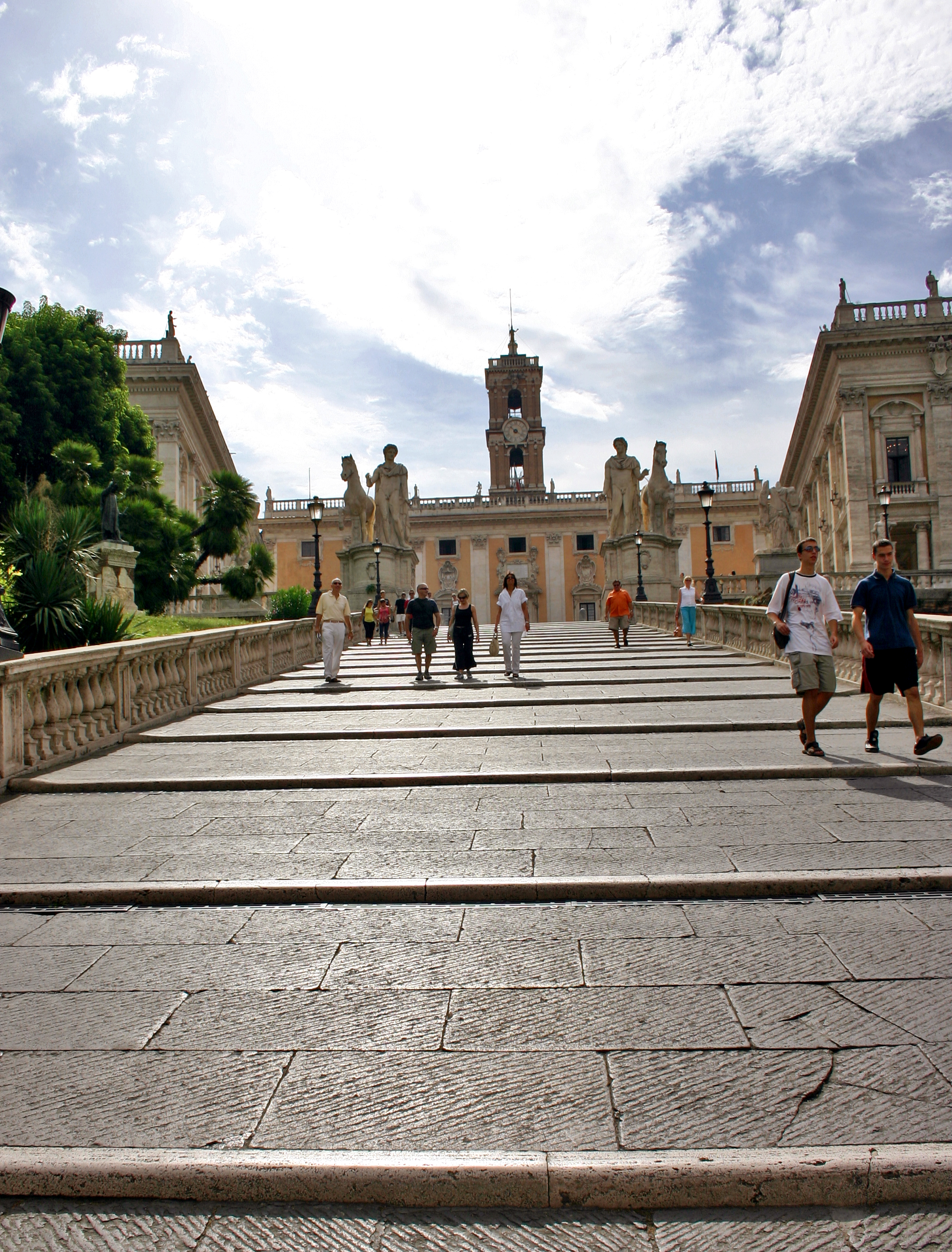
De trap naar de Capitolijn, de 'Cordonata', met bovenaan de standbeelden van Castor en Pollux

De Capitolijn of het Capitool (Latijn: Capitolium of Collis Capitolinus, "Capitolijnse heuvel", Italiaans: Campidoglio) is de belangrijkste van de zeven heuvels van Rome.

## De Capitolijn in de Romeinse tijd
De Capitolijn was een heuvel met twee toppen, waarvan eigenlijk alleen de zuidelijke (49 m hoog, ca. 1,5 ha) Capitolium werd genoemd. De noordelijke top (46 m hoog, ca. 1 ha) werd Arx (burcht) genoemd.
Op de zuidelijke top stond sinds de 6e eeuw v.Chr. de Tempel van Jupiter Optimus Maximus, Juno en Minerva, de belangrijkste tempel van Rome. De tempel is oorspronkelijk Etruskisch, en was eerst gemaakt van materialen zoals hout en leem. De tempel brandde in 83 voor Christus af, maar de Romeinen bouwden hem weer op, ditmaal met marmeren zuilen. Het bouwwerk brandde in totaal drie keer af en werd door keizer Domitianus (81-96) mooier en groter dan ooit tevoren hersteld. Voor de bouw van de tempel was een groot platform aangelegd met steunmuren, de Area Capitolina. Behalve de Jupitertempel stonden hierop ook nog altaren, standbeelden en kleinere heiligdommen, waaronder de Tempel van Fides, de Tempel van Jupiter Tonans, de Tempel van Jupiter Custos, de casa Romuli (de ‘hut van Romulus’, waarschijnlijk een replica van die op de Palatijn) en het atrium publicum, een staatskantoor waar misschien een deel van de archieven werd bewaard. Het platform was door een muur omgeven met twee poorten. De hoofdingang werd bereikt via een zeer steile weg, de Clivus Capitolinus, en meer naar het zuiden bevond zich de Porta Pandana. Aan de zuidkant van het Capitolium bevond zich ook de steile Tarpeïsche rots, waar in de republikeinse tijd mensen die veroordeeld waren wegens landverraad, vanaf werden gegooid.
Op de noordelijke top, de Arx, stond op de plek waar tegenwoordig de kerk Santa Maria in Aracoeli staat, de Tempel van Juno Moneta, die in 344 v.Chr. door Camillus was ingewijd. Sinds 269 v.Chr. bevond zich hier ook de munt (moderne woorden als ‘monetair’, ‘money’ en ‘munt’ zijn van de bijnaam Moneta afgeleid). Verder bevonden zich op de Arx mogelijkerwijze nog enkele andere heiligdommen, waaronder in ieder geval een tempel van Concordia, die in 217 v.Chr. werd ingewijd, en op de noordoosthoek het Auguraculum, de plaats waar de augurs de vogeltekenen raadpleegden.
Tussen de twee heuveltoppen lag een lager gedeelte waar voornamelijk privé-bouwwerken stonden. Hier stonden ook het asylum van Romulus, de plaats waar hij vogelvrijverklaarde misdadigers een vrijplaats zou hebben aangeboden, en de Tempel van Veiovis. Aan de kant van het Forum Romanum werd in 78 v.Chr. op kosten van Quintus Lutatius Catulus het Tabularium, het staatsarchief, gebouwd. Dit gedeelte van de Capitolijn was te bereiken vanaf het Forum Romanum via de steile Clivus Capitolinus, die vervolgens verder liep naar de hoofdingang van het Capitolium.

## De Capitolijn tegenwoordig
Zijn huidige aangezicht dankt de Capitolijn aan Michelangelo. Hij ontwierp in de zestiende eeuw een strikt symmetrisch plein (Piazza del Campidoglio) tussen de twee toppen van de Capitolijn, dat het centrum van de heuvel werd. Bovendien verlegde hij de oriëntatie 180°: hij maakte de noordkant tot de hoofdzijde door de aanleg van een grote trap, de ‘Cordonata’, vanaf het Marsveld dat inmiddels het centrum van Rome was geworden. De naar het Forum Romanum gerichte zuidkant, die in de Romeinse tijd de hoofdentree tot de heuvel vormde, werd de achterkant.
Rondom het plein liggen drie openbare gebouwen. Aan de zuidkant, met de resten van het Tabularium als fundament, ligt het Palazzo Senatorio (Senatorenpaleis), dat fungeert als het officiële stadhuis van Rome. In het midden onder het bordes is als stadsgodin van Rome een antiek porfieren standbeeld opgesteld, met aan weerszijden twee enorme liggende beelden van riviergoden, de Nijl en de Tiber. Aan de west- en oostkant liggen respectievelijk het Palazzo dei Conservatori (Conservatorenpaleis) en het Palazzo Nuovo. Michelangelo liet het Palazzo dei Conservatori van alle middeleeuwse elementen ontdoen en ontwierp een nieuwe façade die identiek is aan die van het Palazzo Nuovo, dat door hem nieuw ontworpen werd. In de twee paleizen zijn de Capitolijnse musea gevestigd, onderling met elkaar verbonden door een onderaardse gang, de ‘Galleria Lapidaria’.
Midden op het plein staat het ruiterstandbeeld van Marcus Aurelius. Het is een kopie van het originele beeld dat in het aangrenzende Palazzo dei Conservatori staat. Het werd in 1538 volgens de wens van paus Paulus III op het plein geplaatst. Het stervormige plaveisel werd ook door Michelangelo ontworpen, maar pas in 1940 uitgevoerd in opdracht van Benito Mussolini.
Langs de hoofdtrap, de Cordanata, staat een aantal standbeelden. Onderaan staan twee antieke leeuwen, die in 1588 door Giacomo della Porta van het Marsveld hierheen werden gehaald. Halverwege de trap staat aan de linkerkant een standbeeld van Cola di Rienzo, die halverwege de veertiende eeuw als volkstribuun de oude republikeinse tradities van Rome nieuw leven probeerde in te blazen. Boven aan de trap werden in 1585 twee enorme beelden van Castor en Pollux geplaatst, afkomstig uit een tempel van Castor en Pollux die zich op het Marsveld bevond. In dezelfde tijd werden hier de 'trofeeën van Marius' (symbolische voorstellingen van buitgemaakte wapens ter ere van de zegevierende veldheer) geplaatst en de standbeelden van de keizers Constantijn en Constans, afkomstig uit de Thermen van Constantijn op de Quirinaal.
Op de noordelijke flank van de Capitolijn ligt het grote witte Monument van Victor Emanuel II, dat in 1885 werd begonnen en in 1911 werd ingewijd.

## Trivia
- Het Capitool te Washington D.C. is naar deze heuvel genoemd.

Aventijn · Capitolijn · Coelius · Esquilijn · Palatijn · Quirinaal · Viminaal